# Steve Jolliffe
Steve Jolliffe (28 aprile 1949) è un musicista inglese.

## Biografia
Dopo aver fatto la conoscenza di Rick Davies al termine degli anni sessanta, Jolliffe suonò per un breve periodo in una band chiamata Joint. Successivamente si iscrisse al conservatorio di Berlino dove incontrò Edgar Froese ed entrò a far parte di uno dei primi organici dei Tangerine Dream. In seguito, sempre sul finire dello stesso decennio, si unì agli Steamhammer, un complesso blues-rock che incise due album, partecipò a svariati concerti ed ebbe un moderato successo nei primi anni 1970. Dopo la separazione della band, Jolliffe compose la musica di Tattoo (1973) un documentario diretto da John Samson.
Jolliffe si riunì ai Tangerine Dream sul finire degli anni settanta, partecipando alla registrazione del loro disco Cyclone del 1978. A partire da Drake's Venture (1980), sua prima uscita da solista, l'artista continuerà a pubblicare album a cadenza annuale seguendo i dettami della new age elettronica.

## Discografia parziale
- 1980 – Drake's Venture
- 1981 – Earth
- 1983 – Journeys Out Of The Body
- 1985 – Japanese Butterfly
- 1986 – New Age Emotions
- 1984 – Beyond The Dream